# فهرست والیان اروزگان
جدول زیر فهرست والیان ولایت اروزگان افغانستان است.

## فهرست
| والی | والی | والی                | دوره                      | جزئیات | یاداشت |
| ---- | ---- | ------------------- | ------------------------- | ------ | ------ |
|      |      | جان محمد خان        | ۲۰۰۲ ژوئن ۲۰۰۶            |        |        |
|      |      | عبدالحکیم منیب      | ژوئن ۲۰۰۶ سپتامبر ۲۰۰۷    |        |        |
|      |      | اسدالله همدم        | سپتامبر ۲۰۰۷ ۳ آوریل ۲۰۱۲ |        |        |
|      |      | محمد شیرزاد         | ۲۰۱۰ ؟                    |        |        |
|      |      | حاجی خدای رحیم      | ؟                         |        |        |
|      |      | امیر محمد آخوندزاده | ۳ آوریل ۲۰۱۲ ۲۰۱?         |        |        |
|      |      | نذیر احمد           | ؟                         |        |        |
|      |      | امان الله تیموری    | ۵ مارس ۲۰۱۴ ؟؟؟           |        |        |
|      |      | محمد نذیر خروتی     | ؟؟؟ کنونی                 |        |        |